# 伍德蘭 (明尼蘇達州卡內貝克縣)
伍德蘭（英語：Woodland）是位於美國明尼蘇達州卡內貝克縣福德鎮區的一個非建制地區。

## 地理
伍德蘭所處的海拔為高於海平面378米（即1240英呎），而該地所採用的時區為UTC-6，即北美中部時區（CST）。同時該地設有夏令時間，為UTC-6調快一小時，即UTC-5（CDT）。